# Preah Sihanouk
Tỉnh Preah Sihanouk (tiếng Khmer: ខេត្តព្រះសីហនុ), thường gọi là tỉnh Sihanoukville, nằm tại tây nam của Campuchia, giáp vịnh Thái Lan. Tỉnh lỵ cũng mang tên Sihanoukville, và là một thành phố cảng, một trung tâm đô thị đang phát triển và đa dạng hóa trên một bán đảo , vùng đất này còn được gọi là Hương Úc trong lịch sử Việt Nam thời kỳ nhà Nguyễn.
Tên gọi của tỉnh là nhằm vinh danh cố Quốc vương Norodom Sihanouk, ông đích thân dàn xếp thành lập thành phố Sihanoukville và đô thị Sihanoukville song song với xây dựng Cảng Shihanoukville từ năm 1955 - cảng nước sâu đầu tiên của Campuchia có một kho dầu và hạ tầng hậu cần giao thông.
Tỉnh Sihanoukville gồm có bốn huyện, mỗi huyện có đặc điểm kinh tế đặc trưng, phần lớn là do vị trí và tiếp cận tài nguyên. Ngoài cảng biển và ngành du lịch đang phát triển, các hoạt động của các tổ chức phi chính phủ và đầu tư nước ngoài đóng góp vào tăng trưởng kinh tế cao của tỉnh trong giai đoạn gần đây. Các lĩnh vực kinh tế đáng kể là giao thông và hậu cần, sản xuất quy trình, nông nghiệp và ngư nghiệp, dệt may và bất động sản.
Các đảo và bãi biển của tỉnh Sihanoukville là địa điểm du lịch quốc tế, số lượng du khách tăng lên đều đặn từ cuối thế kỷ 20.
Đô thị Sihanoukville trước kia được nâng thành một tỉnh thông thường vào ngày 22 tháng 12 năm 2008 khi Quốc vương Norodom Sihamoni ký một chiếu thư chuyển các đô thị Kep, Pailin và Sihanoukville thành tỉnh, ngoài ra tỉnh còn sáp nhập huyện Kompong Seila. Tỉnh Shihanoukville là một trong các tỉnh đa dạng nhất về nông nghiệp và công nghiệp của Campuchia, có nền tảng vững chắc về kinh tế trong tương lai, song các lĩnh vực cốt yếu là nông nghiệp và du lịch cần phải có sự bảo vệ hành chính thường xuyên đối với tài nguyên tự nhiên địa phương.
Tỉnh Preah Sihinouk được chia thành 5 quận/huyện/thị xã:
1. Sihanoukville (18-01) (tỉnh lị)
2. Prey Nob (18-02)
3. Stueng Hav (18-03)
4. Kampong Seila (18-04)
5. Koh Rong (18-05) (đô thị)